# Campeonato Africano de Atletismo de 2010 - Lançamento de martelo feminino
A prova do lançamento de martelo feminino do Campeonato Africano de Atletismo de 2010 foi disputada no dia 28 de julho de 2010 em Nairóbi, no Quênia. 

## Recordes
Antes desta competição, os recordes mundiais e do campeonato nesta prova eram os seguintes:
|                       | Nome            | Nacionalidade | Distância | Local     | Data                    |
| --------------------- | --------------- | ------------- | --------- | --------- | ----------------------- |
| Recorde mundial       | Tatyana Lysenko | Rússia        | 77m 80cm  | Tallinn   | 15 de agosto de 2006    |
| Recorde do campeonato | Marwa Hussein   | Egito         | 66m 14cm  | Brazavile | 17 de julho de 2004     |
| Recorde africano      | Marwa Hussein   | Egito         | 68m 48cm  | Cairo     | 18 de fevereiro de 2002 |

## Medalhistas
| Ouro           | Prata               | Bronze              |
| Amy Sène (SEN) | Marwa Hussein (EGY) | Florence Ezeh (TOG) |

## Cronograma
Todos os horários são locais (UTC+3).
| Data        | Hora  | Evento |
| ----------- | ----- | ------ |
| 28 de julho | 17:00 | Final  |

## Resultado final
| Posição           | Atleta              | Nacionalidade | #1    | #2    | #3    | #4    | #5    | #6    | Resultados | Notas                |
| ----------------- | ------------------- | ------------- | ----- | ----- | ----- | ----- | ----- | ----- | ---------- | -------------------- |
| Medalha de ouro   | Amy Sène            | Senegal       | 61.77 | 61.59 | X     | 64.11 | 62.21 | 62.92 | 64.11      | Recorde nacional     |
| Medalha de prata  | Marwa Hussein       | Egito         | 62.36 | 61.27 | 60.77 | 62.09 | 62.04 | X     | 62.36      |                      |
| Medalha de bronze | Florence Ezeh       | Togo          | 57.51 | 57.74 | 57.94 | 56.48 | X     | 57.58 | 57.94      |                      |
| 4                 | Fatine Oubourogaa   | Marrocos      | 57.27 | X     | 57.70 | X     | X     | X     | 57.70      |                      |
| 5                 | Linda Benin         | Gana          | 53.79 | 51.66 | 53.79 | 57.55 | 51.05 | 55.61 | 57.55      | Recorde pessoal      |
| 6                 | Amina Saada         | Argélia       | 56.78 | 57.20 | 56.03 | X     | 56.06 | 54.16 | 57.20      |                      |
| 7                 | Zouina Bouzebra     | Argélia       | 53.54 | 55.59 | 55.85 | X     | X     | X     | 55.85      |                      |
| 8                 | Queen Obisesan      | Nigéria       | 54.03 | 51.29 | 49.75 | 47.52 | 50.33 | 50.78 | 54.03      |                      |
| 9                 | Bolanle Ogun        | Nigéria       | 49.66 | X     | 53.51 |       |       |       | 53.51      |                      |
| 10                | Sophia Nyakou       | Togo          | X     | 52.59 | 52.97 |       |       |       | 52.97      |                      |
| 11                | Linda Ngendo Oseso  | Quênia        | X     | X     | 48.30 |       |       |       | 48.30      | Recorde da temporada |
| 12                | Mafuta Dimaketa     | Angola        | 48.29 | 47.93 | X     |       |       |       | 48.29      |                      |
| 13                | Lucy Chemutai Kibet | Quênia        | 40.41 | X     | 41.10 |       |       |       | 41.10      | Recorde da temporada |
| 14                | Lucy Anyango Omondi | Quênia        | 40.54 | 38.72 | X     |       |       |       | 40.54      |                      |

Legenda
| Recorde mundial       | Recorde mundial (World record)               |                       | Recorde africano                      | Recorde africano (African) |                                           | Q | Classificado por posição (Qualified) |
| Recorde do campeonato | Recorde do campeonato (Championship record)  | Recorde da América    | Recorde da América (Americas)         | q                          | Classificado por melhor tempo (Qualified) |   |                                      |
| Melhor marca do ano   | Melhor marca do ano (World leading)          | Recorde asiático      | Recorde asiático (Asian)              | DNS                        | Não largou (Did not start)                |   |                                      |
| Recorde nacional      | Recorde nacional (National record)           | Recorde europeu       | Recorde europeu (European)            | DNF                        | Não terminou (Did not finish)             |   |                                      |
| Recorde pessoal       | Recorde pessoal do atleta (Personal best)    | Recorde da Oceania    | Recorde da Oceania (Oceania)          | DSQ / DQ                   | Desclassificado (Disqualified)            |   |                                      |
| Recorde da temporada  | Recorde da temporada do atleta (Season best) | Recorde sul-americano | Recorde sul-americano (South America) | NM                         | Sem marca (No mark)                       |   |                                      |